# Южный Крест
Ю́жный Крест (лат. Crux) — созвездие южного полушария неба, наименьшее по площади созвездие на небе. Граничит с созвездиями Центавр и Муха. Четыре ярких звезды образуют легко узнаваемый астеризм, который служил для навигации: линия, проведённая через звёзды γ и α Южного Креста, приблизительно проходит через Южный полюс мира, отстоящий от этих звёзд на 4,5 промежутка между ними. Это особенно важно, поскольку на южном небе нет яркой полярной звезды (σ Октанта — очень слабая звезда).
В созвездии находится тёмная туманность Угольный Мешок, легко видимая невооружённым глазом как тёмное пятно на фоне Млечного Пути. Однако главным сокровищем созвездия является рассеянное скопление Шкатулка, всю красоту которого можно оценить при наблюдении в телескоп.

## История
В силу прецессии земной оси звёзды Южного Креста были ненаблюдаемы для средневековых европейских астрономов, но были известны античным астрономам (во время Гомера Южный Крест мог наблюдаться по всему Средиземноморью, во время Птолемея был виден на широте Александрии). В античности не выделялся в отдельное созвездие и включался в созвездие Центавр. Однако Южный Крест в древности выделялся как астеризм — римские астрономы называли его «Трон Цезаря» в честь Августа. Был известен арабским астрономам (например, обозначен в звёздном атласе Кансар бен Абукасан, 1225).
Упоминаемое в «Книге Иова» созвездие «Тайники юга» (Иов. 9:9) может быть отождествлено с Южным Крестом.
Предположительно, упоминается в «Чистилище» Данте (начало XIV века).

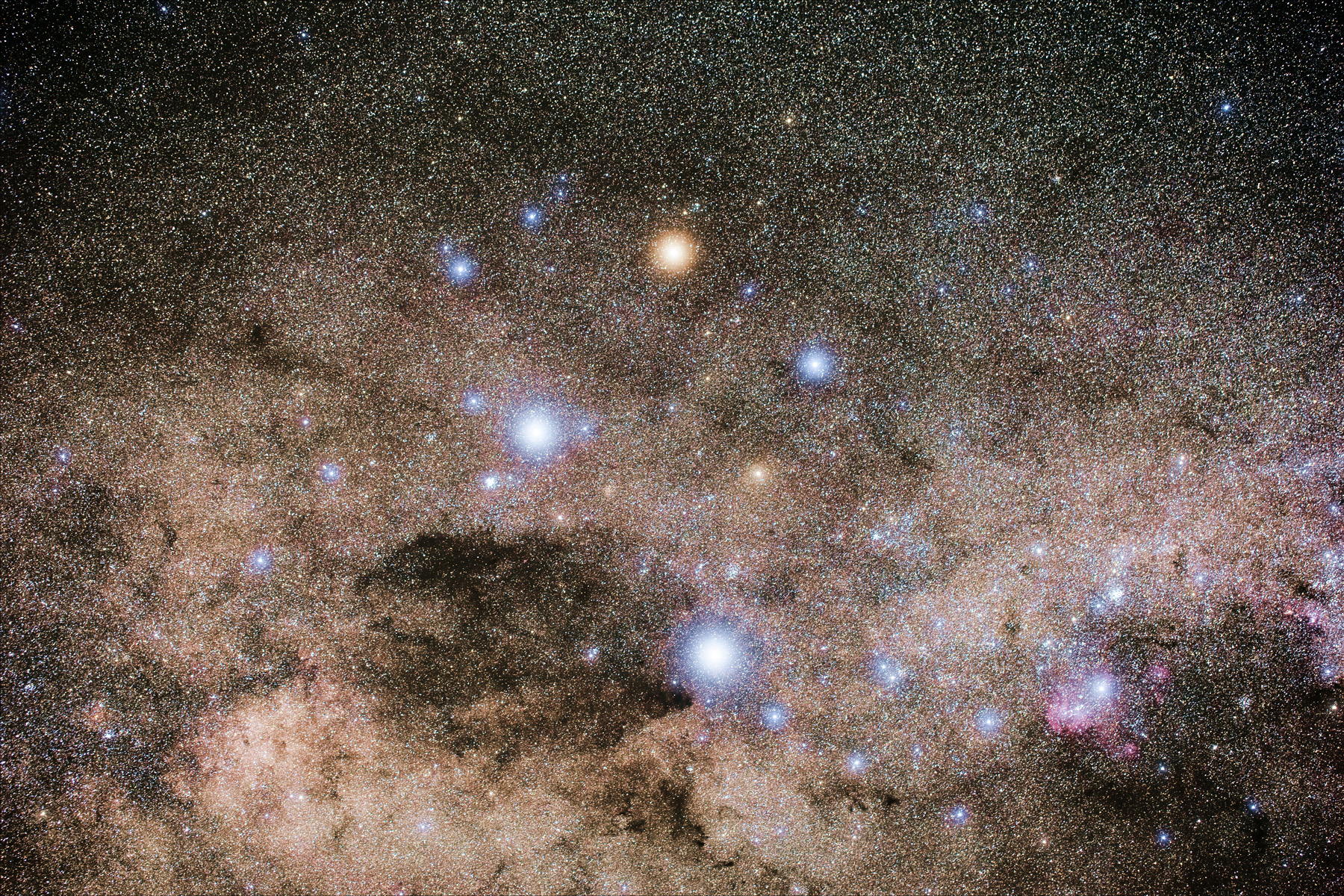
Фото через телескоп

Среди первых европейцев Нового времени, описавших звёздную группу, был Америго Веспуччи в 1501 году, давший ей имя «Миндаль» (итал. La Mandorla, термин религиозного итальянского искусства того времени). Описание звёздной группы как креста зафиксировано по крайней мере с 1515 года. «Южный Крест» был предложен как отдельное созвездие на небесном глобусе Планциуса в 1589 году, фигурировал на глобусе Эмирье Молино (фр. Emerie Mollineux) 1592 года, на карте Якоба Барча 1624 года. Однако в «Уранометрии» Байера (1603) значится как часть Центавра, хотя и выделяется как астеризм под названием «Новый Крест». В научных изданиях был представлен отдельным созвездием в 1679 году Августином Ройе, которому и приписывается честь его введения.
Южный Крест традиционно использовался в навигации у народов Полинезии, ориентация по нему помогала в длительных плаваниях по Тихому океану.

## Условия наблюдения

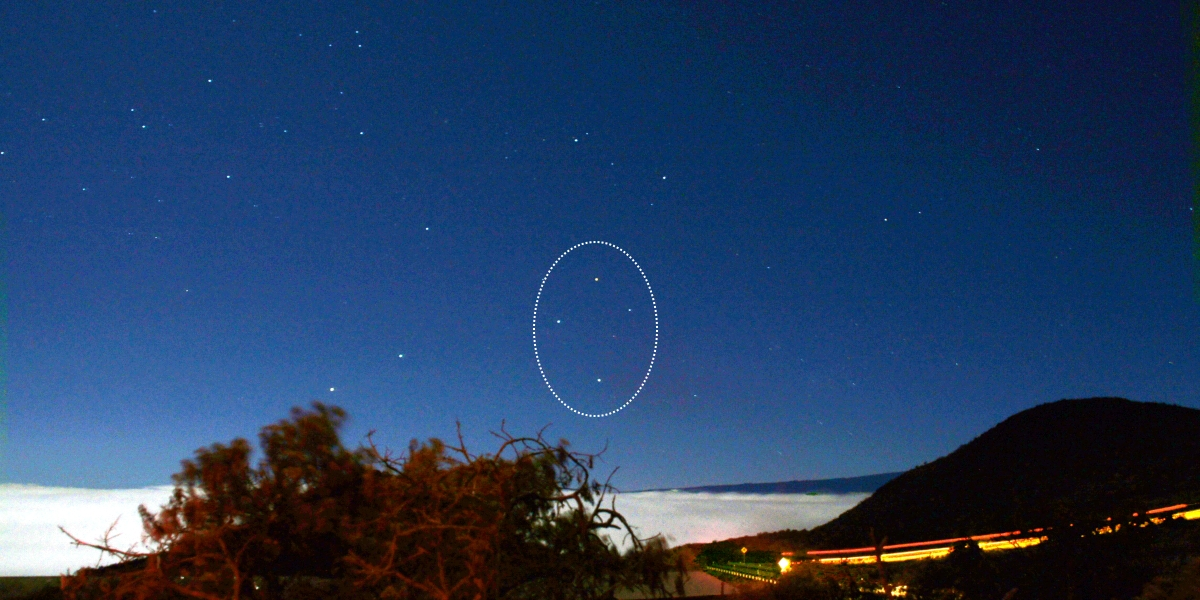
Созвездие «Южный крест» над Гавайями; 20° c. ш.

Частичная видимость созвездия начинается южнее 34-й параллели северной широты. Видимость звезды γ Южного Креста (которая находится в северной вершине основной фигуры созвездия) начинается южнее 33° с. ш.; звезды δ Южного Креста — южнее 31°15' с. ш.; звезды β Южного Креста — южнее 30°20' с. ш. (эти две звезды образуют малую диагональ или перекладину основной фигуры созвездия), а звезды α Южного Креста (которая находится в южной вершине основной фигуры созвездия) — южнее 27° с. ш. Полная видимость созвездия — южнее 25-й параллели северной широты. Южнее 34-й параллели южной широты созвездие никогда не заходит за горизонт.
На всей территории бывшего СССР Южный Крест не наблюдается, никакая часть этого созвездия не восходит даже в Серхетабаде.
Среди крупнейших городов, в которых Южный Крест является незаходящим созвездием, — Буэнос-Айрес, Монтевидео, Мельбурн, Канберра. Основная фигура созвездия (то есть четырёхугольник из звёзд α, β, δ и γ Южного Креста) полностью не заходит за горизонт также в Сантьяго, Кейптауне и Сиднее, а звезда α Южного Креста — также в Порту-Алегри.
В силу прецессии земной оси созвездие поднимается и опускается на небосводе с циклом в 26 тысяч лет, и вследствие этого его можно было наблюдать (и в будущем это вновь станет возможным) к северу от 40-й параллели северной широты.

## Созвездие в мифологии

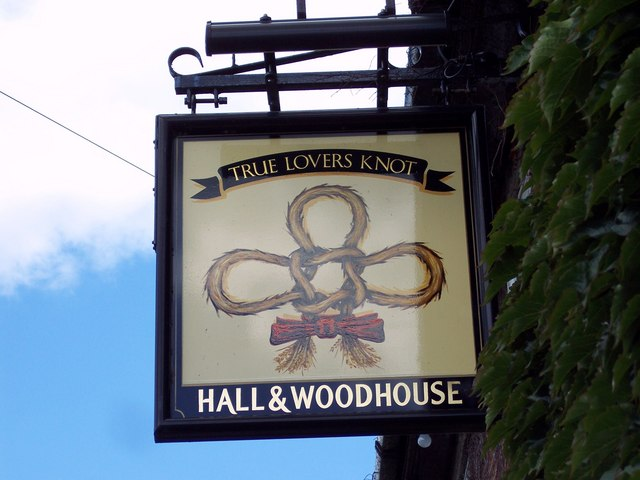
Узел, названный английскими моряками в честь созвездия

Аборигены Австралии видят в нём двух какаду, пытающихся сесть на дерево, или поссума, спасающегося на дереве от преследования злого духа (тёмная туманность Угольный Мешок).
По средневековой легенде, прародители человечества Адам и Ева видели звёзды, образующие созвездие Южного Креста, из Рая, находившегося в Южном полушарии (по представлениям того времени Африка и Азия были расположены целиком в Северном полушарии.

## Созвездие в государственной символике
Пять ярких звёзд созвездия (α, β, γ, δ и ε) присутствуют на флагах Австралии, Бразилии (среди восьми других созвездий и отдельных звёзд), Новой Зеландии (без ε), Папуа — Новой Гвинеи, Самоа, Токелау (без ε), на неофициальном флаге Кокосовых островов и флаге острова Рождества, на гербах Австралии, Бразилии, Новой Зеландии (без ε), Самоа.
| |  |  |  |  |  |  |  |
| Созвездие Южный Крест на флагах (слева направо) Австралии, Бразилии, Новой Зеландии, Папуа-Новой Гвинеи, Самоа, Токелау, Кокосовых островов, острова Рождества |  |  |  |  |  |  |  |

|                                                                                            |  |  |  |
| Созвездие Южный Крест на гербах (слева направо) Австралии, Бразилии, Новой Зеландии, Самоа |  |  |  |

Созвездие в спорте
- Бразильский футбольный клуб «Крузейро».

|                                        |
| Символика футбольного клуба «Крузейро» |